# Joseph Lamb
Joseph Francis Lamb (Montclair, 6 dicembre 1887 – New York, 3 settembre 1960) è stato un compositore statunitense di musica ragtime.
Con Scott Joplin e James Sylvester Scott fa parte della "triade" dei più grandi compositori ragtime ed è l'unico non afro-americano, in quanto di discendenza irlandese.

## Biografia
(Gildo De Stefano)
Lamb nacque a Montclair, nel New Jersey. Imparò da autodidatta a suonare il pianoforte e lavorò per un editore musicale a New York dove incontrò il suo idolo: Scott Joplin. Questi, viste le composizioni di Lamb lo incoraggiò a pubblicarle presso uno dei suoi primi editori, John Stillwell Stark. Con la caduta del ragtime intorno al 1920, andò a lavorare in una società contabile.
Morì a Brooklyn per un attacco di cuore, all'età di 72 anni.

## Composizioni ragtime
- Walper House Rag (1903)
- Ragged Rapids Rag (1905)
- Greased Lightning (c.1907/1959)
- Hyacinth - A Rag (c.1907)
- Rapid Transit (c.1907/1959)
- Rag-Time Special (c.1908/1959)
- Joe Lamb's Old Rag (c.1908/1959)
- Sensation Rag (1908) (con Scott Joplin)
- Dynamite Rag (1908)
- Ethiopia Rag (1909)
- Excelsior Rag (1909)
- Champagne Rag (1910)
- Spanish Fly (1912)
- American Beauty Rag (1913)
- Chasin' The Chippies (1914)
- Contentment Rag (1915)
- Ragtime Nightingale (1915)
- Cleopatra Rag (1915)
- Reindeer (1915)
- Top Liner Rag (1916)
- Patricia Rag (1916)
- Bohemia Rag (1919)
- Brown Derby #2 (1959)
- The Alaskan Rag (1959)
- The Beehive Rag (1959)
- The Jersey Rag (1959)
- Chimes of Dixe (1964)
- Alabama Rag
- Arctic Sunset
- Bird Brain Rag
- Blue Grass Rag
- Cottontail Rag
- Firefly Rag
- Good and Plenty Rag
- Hot Cinders
- The Old Home Rag
- Ragtime Bobolink
- Thoroughbred Rag
- Toad Stool Rag

## Valzer e marce
- Mignonne-Valse Lente (1901)
- Le Premier-March (1903)
- Golden Leaves-Waltzes (1903)
- Lorne Scots on Parade (1904)
- My Queen of Zanzibar (1904)
- Celestine Waltzes (1905)
- Florida (1905)
- Muskoka Falls-Indian Idyll (1905)
- The Lilliputians' Bazaar (1905)
- Sourdough March (1906)
- Red Feather - March (1906)
- Florentine: Valse (1906)
- Symphonic Syncopations (c.1907)
- The Lost Letter (1907)
- Sunset-A Ragtime Serenade (1908)
- Sweet Nora Doone (1907)
- The Engineer's Last Good-Bye (1908)
- I'm Jealous of You (1908)
- She Doesn't Flirt (1908)
- Somewhere a Broken Heart [con Samuel A. White] (1908)
- In the Shade of the Maple by the Gate [con Ruth Dingman] (1908)
- Dear Blue Eyes: True Eyes (1908)
- If Love is a Dream Let Me Never Awake (1908)
- Love's Ebb Tide (1908)
- Three Leaves of Shamrock on the
- Watermelon Vine (1908)
- Gee, Kid! But I Like You (1909)
- The Homestead Where the Suwanee
- River Flows (1909)
- Love in Absence [con Mary A. O'Reilly]  (1909)
- I Love You Just the Same (1910)
- My Fairy Iceberg Queen (1910)
- Playmates [con Will Wilander] (1910)
- The Ladies' Aid Song (1913)
- I Want to Be a Bird-Man (1913)
- I'll Follow the Crowd to Coney  (1913)
- Purple Moon [con Gus Collins] (1930)
- So Here We Are [con Gus Collins] (1930)
- Since You Took Your Heart Away  (1960)

## Ragtimes non pubblicati durante la sua vita
I ragtime che rimasero non pubblicati al momento della sua morte includevano i seguenti titoli:
- "Alabama Rag"
- "Alaskan Rag"
- "Arctic Sunset"
- "Bee Hive"
- "Bird-Brain Rag"
- "Blue Grass Rag"
- "Chasin' the Chippies"
- "Cottontail Rag"
- "Firefly Rag"
- "Good and Plenty Rag"
- "Greased Lightning"
- "Hot Cinders"
- "Jersey Rag"
- "Joe Lamb's Old Rag"
- "The Old Home Rag"
- "Ragged Rapids Rag"
- "Ragtime Bobolink"
- "Ragtime Special"
- "Rapid Transit Rag"
- "Thoroughbred Rag"
- "Toad Stool Rag"
- "Walper House Rag"